# Z.B.U.K.U
Z.B.U.K.U, Zbuku, właśc. Michał Buczek (ur. 19 września 1992 w Prudniku) – polski raper i autor tekstów. Jego albumy rozeszły się w ponad 75 tys. egzemplarzy w Polsce.
Współpracował m.in. z takimi wykonawcami jak Chada, Bezczel, Donatan, Hukos, Cira, Kajman, Rover, Popek, B.R.O czy Bonson.

## Wczesne lata życia
Urodził się 19 września 1992 roku w Prudniku. Ukończył Publiczne Gimnazjum nr 1 i I Liceum Ogólnokształcące w Prudniku. Od pierwszej klasy gimnazjum do trzeciej klasy liceum trenował koszykówkę w drużynie MKS Smyk Prudnik. Jego trenerem był Tomasz Michalak, późniejszy trener Pogoni Prudnik. Studiował na Uniwersytecie Opolskim.

## Kariera muzyczna

### 2010–2012: Początki kariery
Michał Buczek działalność artystyczną rozpoczął w 2010 roku. Początkowo jego działalność miała charakter lokalny i amatorski. W 2011 roku raper dał koncert w Opolu w ramach „Hip Hop Opole B4 Party”. Występ młodego twórcy wzbudził zainteresowanie warszawskiego rapera Chady, który zaproponował mu współpracę. Efektem był utwór „Tego nie da się naprawić”, w którym wystąpił także związany z HiFi Bandą – Hades. Piosenka trafiła na trzeci album solowy Chady pt. Jeden z Was, a zrealizowany do niej teledysk w przeciągu kilku miesięcy odnotował milion odsłon w serwisie YouTube. Wkrótce potem Z.B.U.K.U wystąpił gościnnie na bijącym rekordy popularności albumie producenckim Donatana – Równonoc. Słowiańska dusza. Zwrotki rapera znalazły się w piosence „Zew”, w której wystąpili także inni przedstawiciele młodego pokolenia krajowej sceny hip-hopowej B.R.O i Sitek. W międzyczasie raper opublikował w serwisie YouTube teledysk do solowego utworu pt. „Witam cię w Polsce”. Kompozycja została oparta na instrumentalnej wersji utworu Kno „Doin Alright” z płyty SouthernUnderground (2003) – CunninLynguists.

### 2012–2014:Że życie ma sens

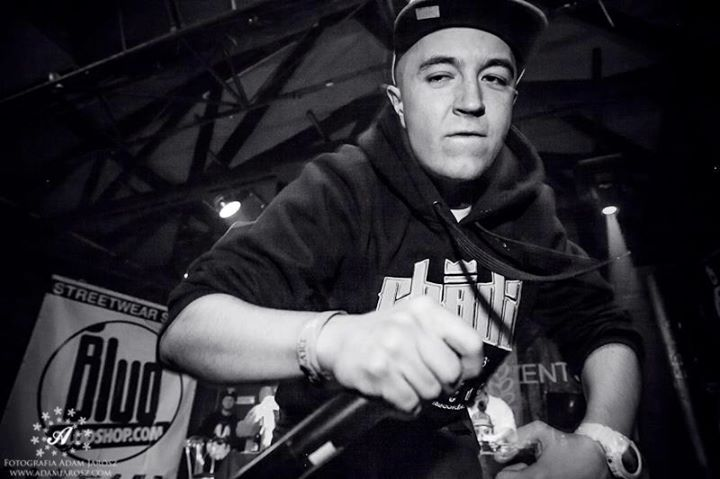
Z.B.U.K.U podczas koncertu (2013)

W marcu 2013 roku raper podpisał kontrakt fonograficzny z oficyną Step Records. Debiutancki album solowy muzyka, zatytułowany Że życie ma sens ukazał się 16 października tego samego roku. Gościnnie na płycie wystąpili m.in. Bezczel, Bonson oraz Jopel. Z kolei produkcji nagrań podjęli się m.in. Poszwixxx, Bob Air, Młody MD, DNA i Udar. Autorami scratch’y byli DJ Danek, DJ Element oraz DJ Hard Cut. Promowana teledyskami do utworów: „To więcej niż muzyka”, „Skurwysyny”, „Czuję to” i „Torreador bitów” płyta uplasowała się na 18. miejscu zestawienia OLiS. Wcześniej, w czerwcu także 2013 roku, Z.B.U.K.U gościł na albumie duetu Hukos i Cira – Głodni z natury. Zwrotki rapera znalazły się w utworze „Widzę, spływam”, w którym wystąpił także Zeus. Obaj muzycy wystąpili ponadto w teledysku do tegoż utworu.

### 2014–2015:Życie szalonym życiemiKontrabanda: brat bratu bratem
Drugi album Z.B.U.K.A, zatytułowany Życie szalonym życiem, miał premierę 6 grudnia 2014. Album był promowany dwoma singlami pt. „Na lepsze” oraz „Młoda krew”, w którym gościnnie udzielili się Śliwa i Sztoss. Ponadto na płycie gościnnie wystąpił Kajman, Bezczel, Chada, Kobra, Rover i zespół Północny Toruń Projekt. Płyta dotarła na 8. miejsce zestawienia OLiS. 27 maja 2015 otrzymał złotą płytę za Że życie ma sens. 5 czerwca tego samego roku wraz z Chadą i Bezczelem wydał album Kontrabanda: brat bratu bratem. Wśród gości na płycie znaleźli się Popek, Mafatih, Kaen oraz Sitek. Album dotarł do 3. miejsca polskiej listy przebojów.

### 2015–2017:W drodze po nieśmiertelność

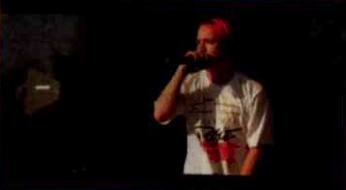
Z.B.U.K.U podczas koncertu (2017)

2 grudnia 2016 nakładem Step Records ukazała się trzecia solowa płyta rapera – W drodze po nieśmiertelność. Album był promowany sześcioma singlami pt. „Nie mogło być lepiej”, „Pijemy szampana”, „Kiedy będę tam”, „Nieśmiertelnik”, „Nie czekam na nic” oraz „Zrobię to teraz”. W „Pijemy szampana” gościnnie wystąpił Sztoss, a w „Nieśmiertelnik” B.R.O. Płyta zadebiutowała na 30. miejscu listy notowań OLiS.

### Od 2017:KonsekwentnieiWiem co jest 5

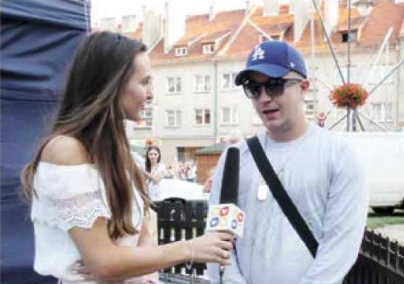
Z.B.U.K.U podczas wywiadu dla TV Prudnik (2017)

W 2018 Z.B.U.K.U otrzymał dwie złote płyty za Kontrabanda: brat bratu bratem i W drodze po nieśmiertelność oraz platynową płytę za Życie szalonym życiem. W tym samym roku, 26 października, wydana została jego czwarta płyta solowa, zatytułowana Konsekwentnie. Była promowana singlami „Ostatni drink” oraz „Coś ze mną nie tak”. Wystąpili na niej również: duet Małach / Rufuz, Kaen, Kobik, Jano PW, Sztoss oraz Bajorson. Dotarła na 11. miejsce polskiej listy przebojów.
Z.B.U.K.U oddał hołd swojemu przyjacielowi Chadzie, zmarłemu 18 marca 2018. Krótko później, w poście na Facebooku odniósł się do plotek na temat Chady i słów Bedoesa, który twierdził, że planował współpracę utwór z Chadą:

Jak patrzę na to jak to każdy teraz jego ziomek i przyjaciel i udziela się na temat Tomka zamiast oddać mu hołd i szacunek Czuje do was obrzydzenie i złość wy atencyjne kurwy! Chcecie ugrać coś dla siebie na temacie śmierci Tomka. To samo się tyczy spekulantów i twórców teori spiskowych! Poczekajcie na wyniki sekcji, zamknijcie pyski i oddajcie hołd rodzinie i ludziom którzy byli z nim na prawdę blisko!

W 2019 wystąpił w filmie Proceder, który opowiada o życiu Chady.

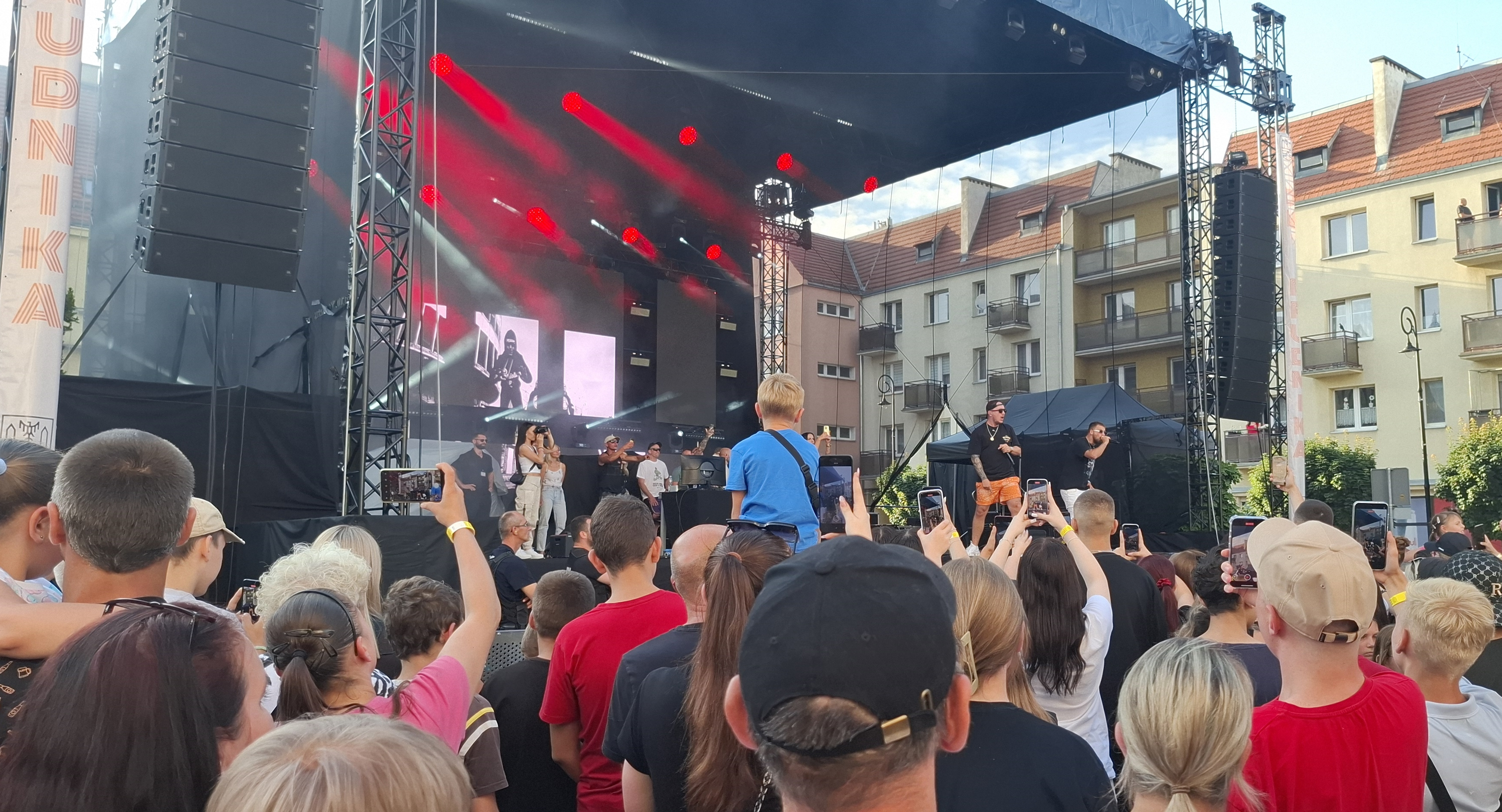
Występ Z.B.U.K.U w Prudniku (2025)

22 maja 2020 wydał Wiem co jest 5, swój piąty solowy album. Zadebiutował na 2. miejscu zestawienia OLiS. Gościnnie na płycie wystąpili: Rizi Beizetti, Faded Dollars, ML MUZIK, Maksim, Jeden, PSR, Nizioł, Dudek, Olee, Sem0r, Lilu, Małach i Rufuz. Promowana była sześcioma singlami: „To dla tych ludzi”, „Medykament”, „Jak Mac Miller”, „Na tych podwórkach”, „Main Craft” i „Autopilot”.

## Dyskografia
Albumy studyjne
- Że życie ma sens (2013)
- Życie szalonym życiem (2014)
- Kontrabanda: brat bratu bratem (2015)
- W drodze po nieśmiertelność (2016)
- Konsekwentnie (2018)
- Wiem co jest 5 (2020)
- Człowiek (2021)
- Young Blood, Old Rules (2022)
- Goddamnit (2024)

## Teledyski
| Rok       | Tytuł | Reżyseria / Realizacja          | Album                          | Źródło |
| --------- | --- | ------------------------------- | ------------------------------ | ------ |
| 2012      | „Witam cię w Polsce”                                                                                      | Michał Pawełczak, Tomasz Siemek |                                | [ 11 ] |
| 2013      | „Do końca”                                                                                                | Delaflow                        | Rap najlepszej marki           | [ 44 ] |
| 2013      | „To więcej niż muzyka” (gościnnie: Rover)                                                                 | Michał Pawelczak                | Że życie ma sens               | [ 12 ] |
| 2013      | „Skurwysyny”                                                                                              | Filip Ozarowski                 | Że życie ma sens               | [ 13 ] |
| 2013      | „Czuję to”                                                                                                | Filmotion                       | Że życie ma sens               | [ 15 ] |
| 2013      | „Torreador bitów”                                                                                         | Dirt Video                      | Że życie ma sens               | [ 16 ] |
| 2013      | „Chcę żyć”                                                                                                | Delaflow                        | Że życie ma sens               | [ 45 ] |
| 2013      | „Hip Hop Champions” (gościnnie: Leszek JedeNStąd)                                                         | Delaflow, InSane Films          | Że życie ma sens               | [ 46 ] |
| 2014      | „Dupy kumple blanty rap”                                                                                  | Delaflow                        | Że życie ma sens               | [ 47 ] |
| 2014      | „Nie będziesz pierwszy” (gościnnie: Rover)                                                                | Delaflow                        | Życie szalonym życiem          | [ 48 ] |
| 2014      | „Na lepsze”                                                                                               | Delaflow                        | Życie szalonym życiem          | [ 49 ] |
| 2014      | „Młoda krew” (gościnnie: Śliwa, Sztoss)                                                                   | Delaflow                        | Życie szalonym życiem          | [ 50 ] |
| 2014      | „Gierek”                                                                                                  | M.L. Filmz                      | Życie szalonym życiem          | [ 51 ] |
| 2014      | „Ja i moje ziomki” (gościnnie: Kajman, Bezczel, Chada)                                                    | Dirt Video                      | Życie szalonym życiem          | [ 52 ] |
| 2014      | „Rockafeller”                                                                                             | Delaflow                        | Życie szalonym życiem          | [ 53 ] |
| 2014      | „Oddech” oraz Bezczel                                                                                     | Delaflow                        |                                | [ 54 ] |
| 2014      | „#Hot16Challenge”                                                                                         |                                 |                                | [ 55 ] |
| 2014      | „HHRPE1” oraz Vixen, Metrowy, Te-Tris, Poszwix, Bezczel, VNM, Białas, Solar, Tony Jazzu, Projekt Wan, RWS | Sójson Papaj                    |                                | [ 56 ] |
| 2015      | „Szczęście”                                                                                               | Delaflow                        | Życie szalonym życiem          | [ 57 ] |
| 2015      | „MVP” | 9Liter Filmy                    | Życie szalonym życiem          | [ 58 ] |
| 2015      | „Brat bratu bratem” (oraz Chada, Bezczel)                                                                 | 9Liter Filmy                    | Kontrabanda: brat bratu bratem | [ 59 ] |
| 2015      | „Kontrabanda” (oraz Chada, Bezczel)                                                                       | 9Liter Filmy                    | Kontrabanda: brat bratu bratem | [ 60 ] |
| 2015      | „Wiem” (oraz Chada, Bezczel)                                                                              | 9Liter Filmy                    | Kontrabanda: brat bratu bratem | [ 61 ] |
| 2015      | „To nie nasz klimat” (oraz Chada, Bezczel; gościnnie: KaeN)                                               | 9Liter Filmy                    | Kontrabanda: brat bratu bratem | [ 62 ] |
| 2015      | „Do upadłego” (oraz Chada, Bezczel)                                                                       | 9Liter Filmy                    | Kontrabanda: brat bratu bratem | [ 63 ] |
| 2015      | „Wszystko dobrze” (oraz Chada, Bezczel)                                                                   | M.L. Filmz                      | Kontrabanda: brat bratu bratem | [ 64 ] |
| 2015      | „Rap najlepszej marki 2” oraz Bezczel, Chada, Kajman                                                      | 9Liter Filmy                    | Rap najlepszej marki vol. 2    | [ 65 ] |
| 2016      | „Superbohater” oraz Kajman                                                                                | Dirt Video                      | Rap najlepszej marki vol. 2    | [ 66 ] |
| 2016      | „Łap marzenia”                                                                                            | AG Studio                       | Rap najlepszej marki vol. 2    | [ 67 ] |
| 2017      | „Korzenie”                                                                                                | Distort Media                   | Konsekwentnie                  | [ 68 ] |
| 2018      | „Ostatni drink”                                                                                           | Mortvideo                       | Konsekwentnie                  | [ 37 ] |
| 2018      | „Coś ze mną nie tak”                                                                                      | 9Liter Filmy                    | Konsekwentnie                  | [ 69 ] |
| 2018      | „Traphouse” (gościnnie: Olee)                                                                             | BREV#K.O Imperial               | Young Blood Mixtape            | [ 70 ] |
| 2020      | „To dla tych ludzi”                                                                                       | Distort Media                   | Wiem co jest 5                 | [ 71 ] |
| Gościnnie | |                                 |                                |        |
| 2013      | „Widzę, spływam” – Hukos, Cira (gościnnie: Zeus, Z.B.U.K.U)                                               | DobreKino Studio                | Głodni z natury                | [ 18 ] |
| 2014      | „Jeszcze więcej ognia” – Chada (gościnnie: Z.B.U.K.U, Diox i Bezczel)                                     | 9 Liter Filmy                   | Syn Bogdana                    | [ 72 ] |
| 2014      | „Manewry miłosne” – Chada, RX (gościnnie: Bezczel, Z.B.U.K.U)                                             | The New Black                   | Efekt porozumienia             | [ 73 ] |
| 2014      | „Mój własny porządek” – Chada, RX (gościnnie: Z.B.U.K.U)                                                  | M.L. Filmz                      | Efekt porozumienia             | [ 74 ] |
| 2016      | „Efekt porozumienia” – Chada, RX (gościnnie: Kaen, Z.B.U.K.U)                                             | 9Liter Filmy                    | Efekt porozumienia             | [ 75 ] |

## Filmografia
| Rok  | Tytuł    | Reżyseria      | Rola   | Źródło |
| ---- | -------- | -------------- | ------ | ------ |
| 2019 | Proceder | Michał Węgrzyn | Gąsior | [ 42 ] |

## Walka freak fight
W styczniu 2024 roku federacja Clout MMA organizująca gale typu freak fight, ogłosiła walkę Zbuka z innym raperem, Majorem SPZ. Do konfrontacji debiutujących raperów w mieszanych sztukach walki (MMA) doszło w terminie 9 marca 2024 w łódzkiej Atlas Arenie. Buczek wygrał przez techniczny nokaut już w pierwszej rundzie, kiedy to zastopował rywala ciosami w parterze.
Drugą walkę MMA stoczył dla innej federacji freak fightowej, Fame MMA. 7 grudnia 2024 na gali Fame 23 przegrał przez techniczny nokaut (ciosy pięściami w parterze) w drugiej rundzie z Kornelem „Koro” Regelem.